# Hylemya nigrimana
Hylemya nigrimana är en tvåvingeart som först beskrevs av Johann Wilhelm Meigen 1826.  Hylemya nigrimana ingår i släktet Hylemya och familjen blomsterflugor. Arten är reproducerande i Sverige. Inga underarter finns listade i Catalogue of Life.